# Roberto Ríos
Roberto Ríos Patús (Bilbao, 8 de octubre de 1971) es un exfutbolista internacional español que militó en las filas del Real Betis Balompié y Athletic Club. Además, es hijo del mítico jugador del Betis de los años 50 y 60, Eusebio Ríos. 
Desde junio de 2025 se desempeña como director deportivo en el Real Club Recreativo de Huelva.

## Biografía
Se formó en las categorías inferiores del Real Betis. Debutó con el equipo verdiblanco, en la segunda jornada del campeonato de segunda división, el 13 de septiembre de 1992, en el campo de Las Llanas, frente al Sestao Sport Club. Su primer partido en Primera División fue, el 4 de septiembre de 1994, ante el Logroñés. Después de 5 temporadas defendiendo la camiseta verdiblanca, en las que jugó 114 partidos de Liga (71 en Primera División) y marcó 11 goles, fue fichado por el Athletic Club en la temporada 1997/98 por un importe de 2.000 millones de pesetas (12 millones de €), siendo el fichaje más caro de un jugador español hasta entonces y el jugador más caro del club vasco hasta la llegada de Iñigo Martínez en 2018.
Roberto jugó en el Athletic hasta la temporada 2001/02, si bien, sólo tuvo continuidad en su primera temporada. En cinco temporadas en el club vasco, sólo pudo disputar 95 partidos y lograr cinco goles. Tras finalizar su contrato, con apenas 31 años, puso punto final a su carrera deportiva.

## Entrenador
Abandonada su carrera como futbolista, en 2010 fichó como segundo técnico del Real Betis Balompié, acompañando a Pepe Mel. Desde entonces, permaneció como pareja de Mel en los diferentes clubes, que este ha entrenado, West Bromwich Albion, el Betis en una segunda ocasión, el RC Deportivo de la Coruña y la Unión Deportiva Las Palmas.
En verano de 2020, en el segundo año de Mel como entrenador de la UD Las Palmas, Ríos decidió no continuar en el equipo canario y regresar a Sevilla, donde se especuló su posible incorporación como empleado del Real Betis.

## Clubes
| Club           | País   | Año         |
| -------------- | ------ | ----------- |
| Real Betis "B" | España | 1991 - 1992 |
| Real Betis     | España | 1992 - 1997 |
| Athletic Club  | España | 1997 - 2002 |

## Selección nacional
Fue internacional sub-19 y sub-21 en varias ocasiones.
Jugó 11 partidos en la selección española entre 1996 y 1998. Debutó el 9 de octubre de 1996 frente a la República Checa.